# Кинциг (приток Майна)
Кинциг (нем. Kinzig) — река в Германии, протекает по земле Гессен. Правый приток Майна.
Площадь бассейна реки составляет 1053,73 км². Длина реки — 92,41 км.